# Neukirchen-Balbini
Neukirchen-Balbini – gmina targowa w Niemczech, w kraju związkowym Bawaria, w rejencji Górny Palatynat, w regionie Oberpfalz-Nord, w powiecie Schwandorf, wchodzi w skład wspólnoty administracyjnej Neunburg vorm Wald. Leży w Lesie Czeskim, około 25 km na wschód od Schwandorfu.
1 stycznia 2017 do gminy przyłączono 0,94 km² pochodzące z dzień wcześniej rozwiązanego obszaru wolnego administracyjnie Östlicher Neubäuer Forst oraz 0,28 km² z miasta Roding w powiecie Cham.

## Dzielnice
W skład gminy wchodzą następujące dzielnice: Boden, Enzenried, Hansenried, Etzmannsried, Goppoltsried, Grottenthal, Stadlhof, Hippoltsried, Ödhof, Rodlseign, Wirnetsried, Egelsried, Neualbenried, Albenried, Jagenried, Haselhof, Oberstocksried, Unterstocksried, Kitzenried, Wolfsgrub, Alletsried, Happassenried, Meidenried, Rückhof, Sperlhof, Dehnhof, Scheiblhof, Weihermühle, Ziegenmühle, Ziegelöd i Weiherhof.